# Robert Menasse

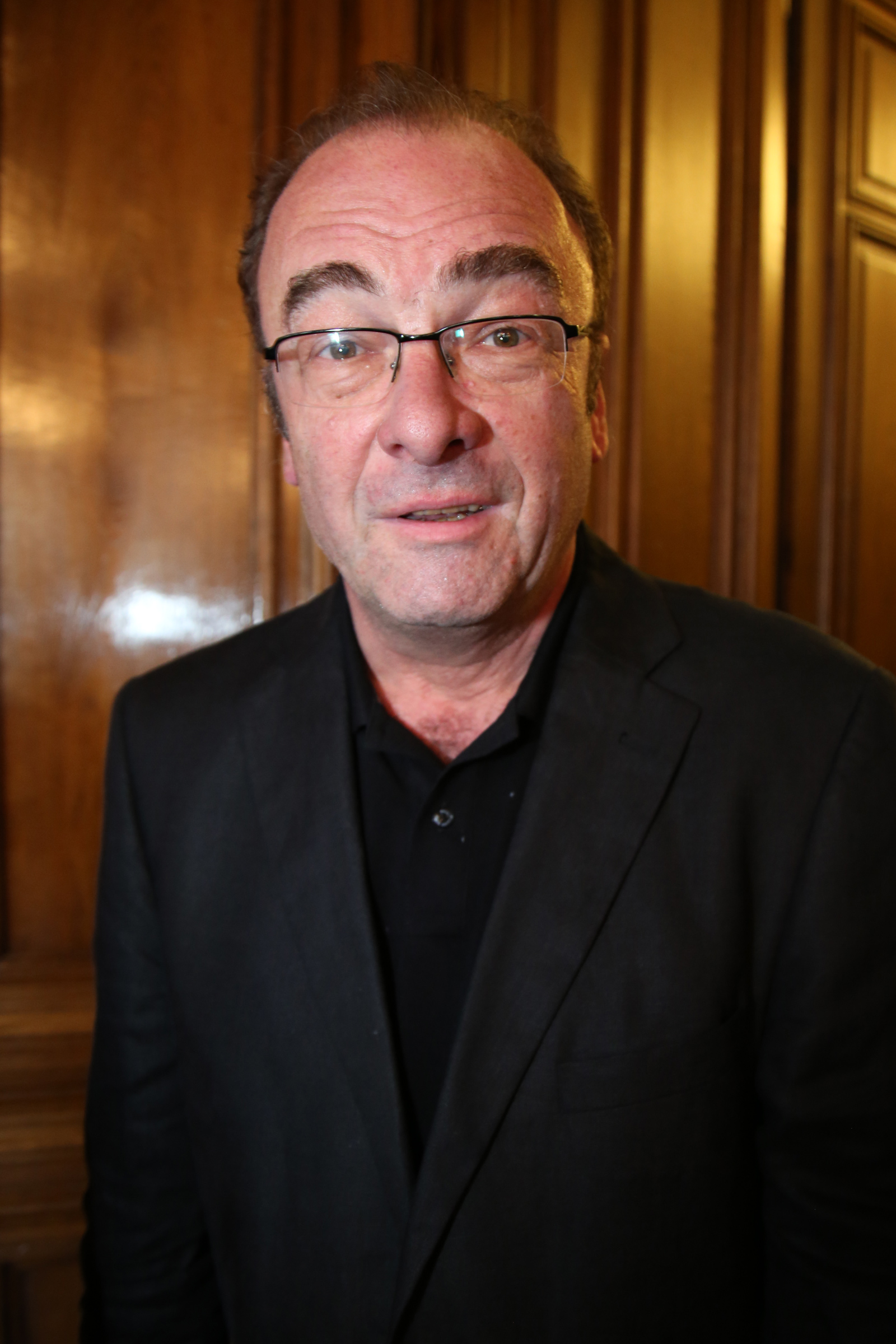
Robert Menasse (autor: Franz Johann Morgenbesser)

Robert Menasse (* 21. června 1954, Vídeň) je rakouský spisovatel, esejista a také překladatel z brazilské portugalštiny. Je otevřeným kritikem rakouské společnosti, Evropské unie a globalizace. V roce 2017 se stal laureátem Německé knižní ceny za román Die Hauptstadt (Hlavní město), jehož ústředním tématem je právě Evropská unie.

## Biografie
Narodil se do vídeňské židovské rodiny, jeho otec, Hans Menasse, byl rakouským fotbalovým reprezentantem. Jeho sestra, Eva Menasse, je také spisovatelkou.
Studoval germanistiku, filozofii a historii na univerzitě ve Vídni, dále pak v Salcburku a Messině. Promoval roku 1980 disertační prací na téma "Typus des Außenseiters im Literaturbetrieb".
V dubnu roku 2015 se nelichotivě vyjádřil na adresu evropských politických lídrů, dle jeho soudu se příliš vzdálili prvotní myšlence, která stála za vznikem Evropské unie. Německu vyčítá také např. jeho dominantní roli v tomto společenství.
Menasse se už několikrát osobně představil svým českým fanouškům. V letech 1997, 2006 a 2017 byl hostem pražského Festivalu spisovatelů. V roce 2013 četl v Brně v rámci festivalu Měsíc autorského čtení a roku 2014 v Praze představil překlad svého románu Vyhnání z pekla.

### Dosud nepřeložené knihy (výběr)
- Die Hauptstadt: Roman. Berlin: Suhrkamp Verlag, 2017. 459 S.
- Heimat ist die schönste Utopie: Reden (wir) über Europa. Suhrkamp Verlag, 2014. 176 S.
- Ich kann jeder sagen: Erzählungen vom Ende der Nachkriegsordnung. 2. vyd. Suhrkamp Verlag, 2010. 185 S.
- Phänomenologie der Entgeisterung: Geschichte des verschwindenden Wissens. 3. vyd. Suhrkamp Verlag, 1994. 86 S.

### České překlady
- Evropský systém: Občanský hněv a evropský mír aneb proč musí darovaná demokracie ustoupit demokracii vybojované (orig. 'Der Europäische Landbote : Die Wut der Bürger und der Friede Europas oder Warum die geschenkte Demokratie einer erkämpften weichen muss'). 1. vyd. Praha: Novela Bohemica, 2014. 98 S. Překlad: Petr Dvořáček
- Vyhnání z pekla : román (orig. 'Die Vertreibung aus der Hölle'). 1. vyd. Praha : Academia, 2013. 404 S. Překlad: Petr Dvořáček
- Kronika Girardiho ulice (povídka Chronik der Girardigasse z knihy Ich kann jeder sagen), otištěno v Pražská knižní revue (příloha Literárních novin). Rakouská literatura v českých překladech (2010), s. 32-33. Překlad: Hanuš Karlach
- Čelem vzad (orig. 'Schubumkehr'). 1. vyd. Praha : Evropský literární klub (ELK), 1999. 139 S. Překlad: Hanuš Karlach
- Blažená léta, křehký svět (orig. 'Selige Zeiten, brüchige Welt'). Praha : Nakladatelství Vlasty Brtníkové, 1997. 252 S. Překlad: Eva Žlebková
- Blahé to časy, zchátralý svět [úryvek], otištěno v Světová literatura, roč. 38 (1993), č. 5, s. 93-95. Překlad: Marek Nekula
- Hlavní město (orig. 'Die Hauptstadt'). 1. vyd. Praha: Kniha Zlín, Albatros Media, 2019. 400 s. Překlad: Petr Dvořáček[15]

### Slovenské překlady (výběr)
- Don Juan de la Mancha (orig. 'Don Juan de la Mancha oder die Erziehung der Lust'). Bratislava: Kalligram, 2010. 192 S. Překlad: Katarína Széherová
- To bolo Rakúsko: Zobrané eseje o krajine bez vlastností (orig. 'Das war Österreich : Gesammelte Essays zum Land ohne Eigenschaften'). Bratislava: Kalligram, 2009. 376 S. Překlad: Ladislav Šimon
- Krajina bez vlastností : eseje o rakúskej identite (orig. 'Das Land ohne Eigenschaften : Essay zur österreichischen Identität'). 1. vyd. Bratislava : Kalligram, 2000. 92 S. Překlad: Ivan Melicher

## Ocenění
- 2017 – Německá knižní cena
- 2015 – Evropská knižní cena
- 2002 – Cena Josefa Breitbacha (společně s Erikou Burkartovou a Elazarem Benyoëtzem)[16]